# توم برايس (سياسي أمريكي)
توم برايس (بالإنجليزية: Tom Price)‏ هو قاضي ومحامي وسياسي أمريكي، ولد في 1945 في دي موين في الولايات المتحدة. حزبياً، نشط في الحزب الجمهوري.